# Brzuchacka Skała
Brzuchacka Skała (na mapie Geoportalu jako Brzuchaczna Skała) – skała w miejscowości Złożeniec w województwie śląskim, w powiecie zawierciańskim, w gminie Pilica. Należy do tzw. Ryczowskiego Mikroregionu Skałkowego na Wyżynie Częstochowskiej. Znajduje się przy gruntowej drodze z Ryczowa przez las w kierunku północno-wschodnim przez Złożeniec do Pilicy. Znajduje się mniej więcej w połowie lasu, tuż po północnej stronie tej drogi.
Brzuchacka Skała ma wysokość około 15 m i zbudowana jest z twardych wapieni skalistych. Udostępniona jest do wspinaczki skalnej. Ma pionowe lub przewieszone skały z filarem, kominem i bardzo dużym okapem o obłych („brzuchatych”) ścianach. Na jej wschodniej i południowo-wschodniej ścianie wspinacze poprowadzili 23 drogi wspinaczkowe (w tym 2 projekty) o trudności od IV do VI.6 w skali trudności Kurtyki. Wszystkie mają zamontowane stałe punkty asekuracyjne: ringi (r), stanowisko zjazdowe (st) lub ring zjazdowy (rz).

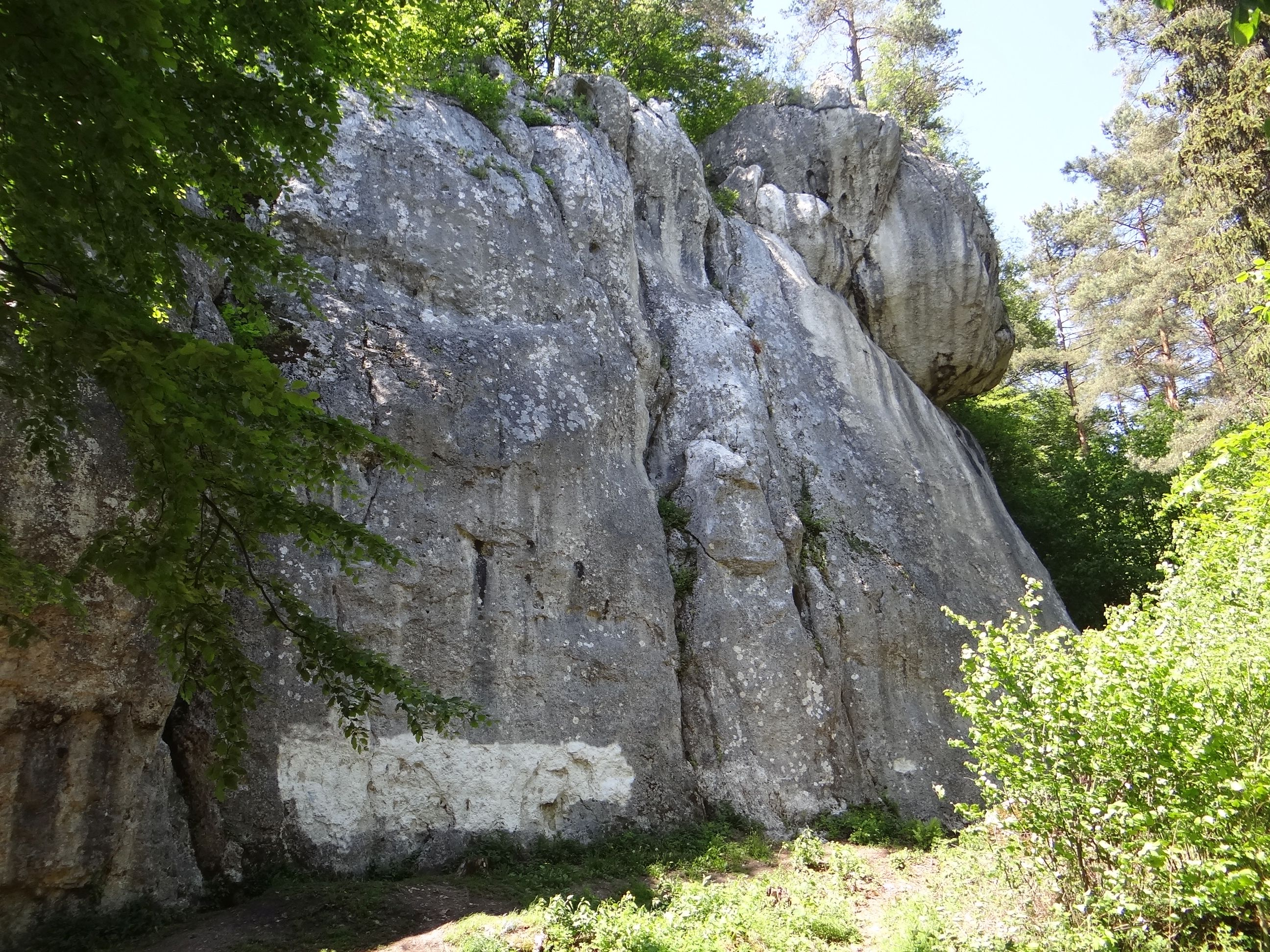
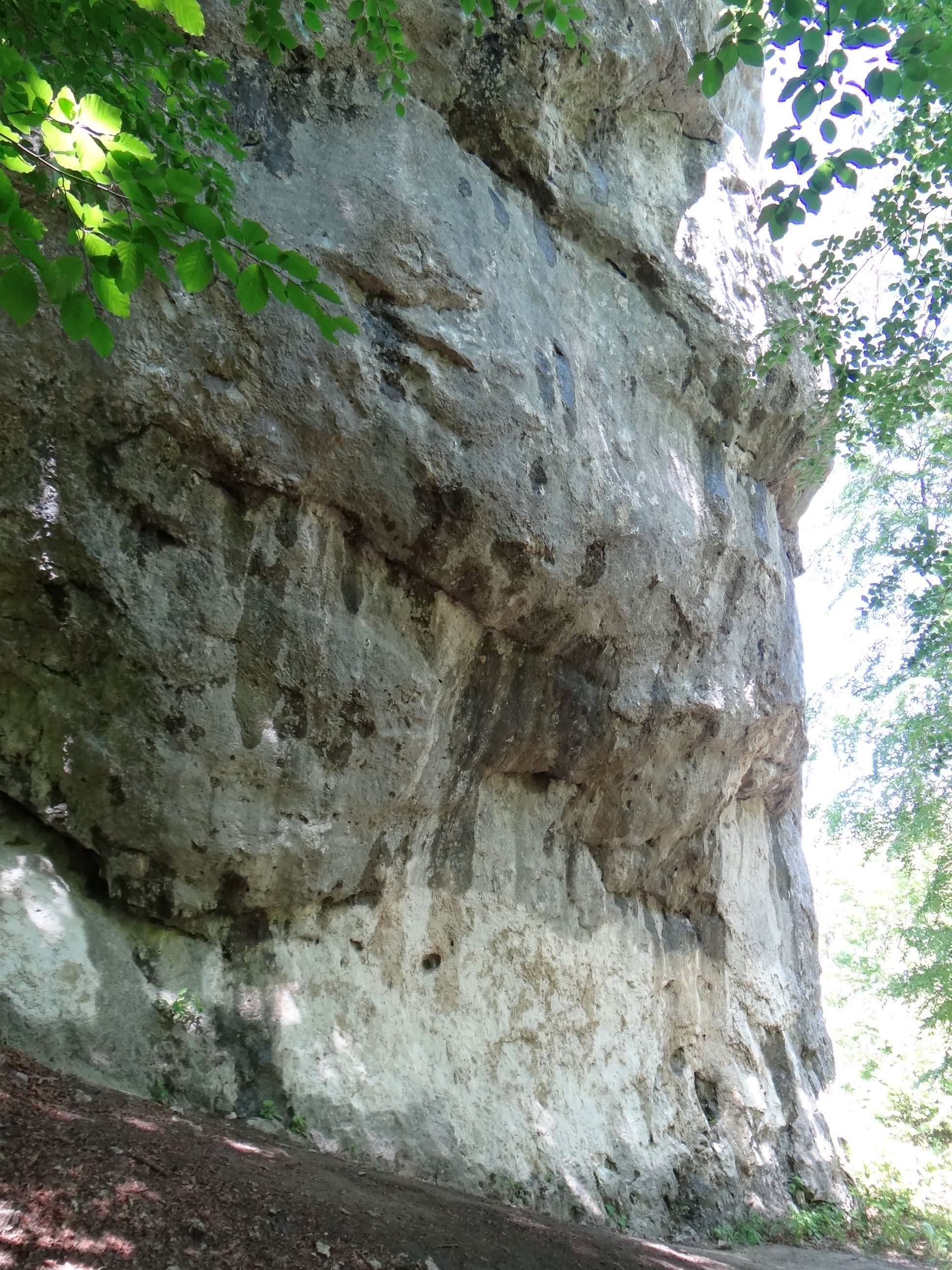
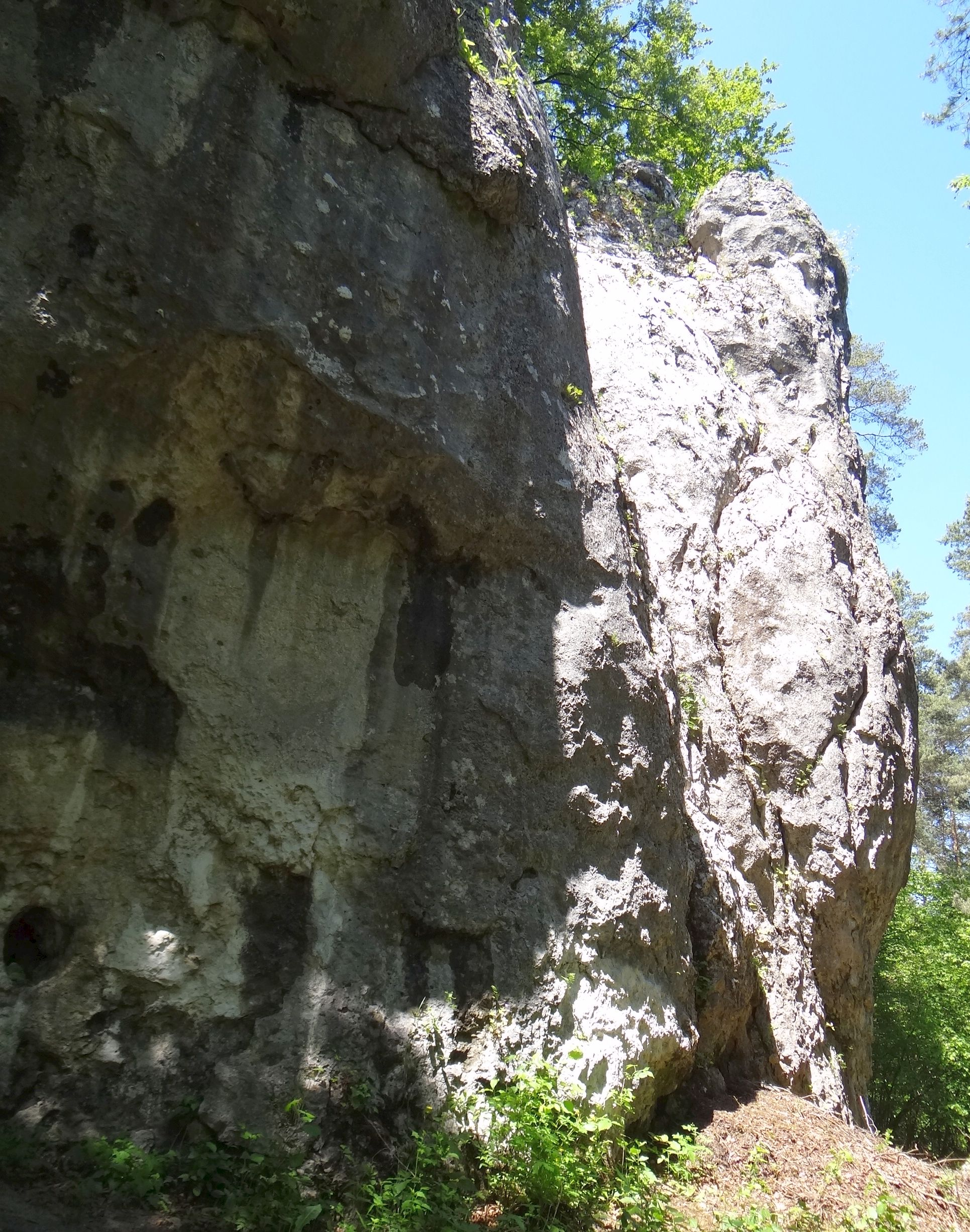
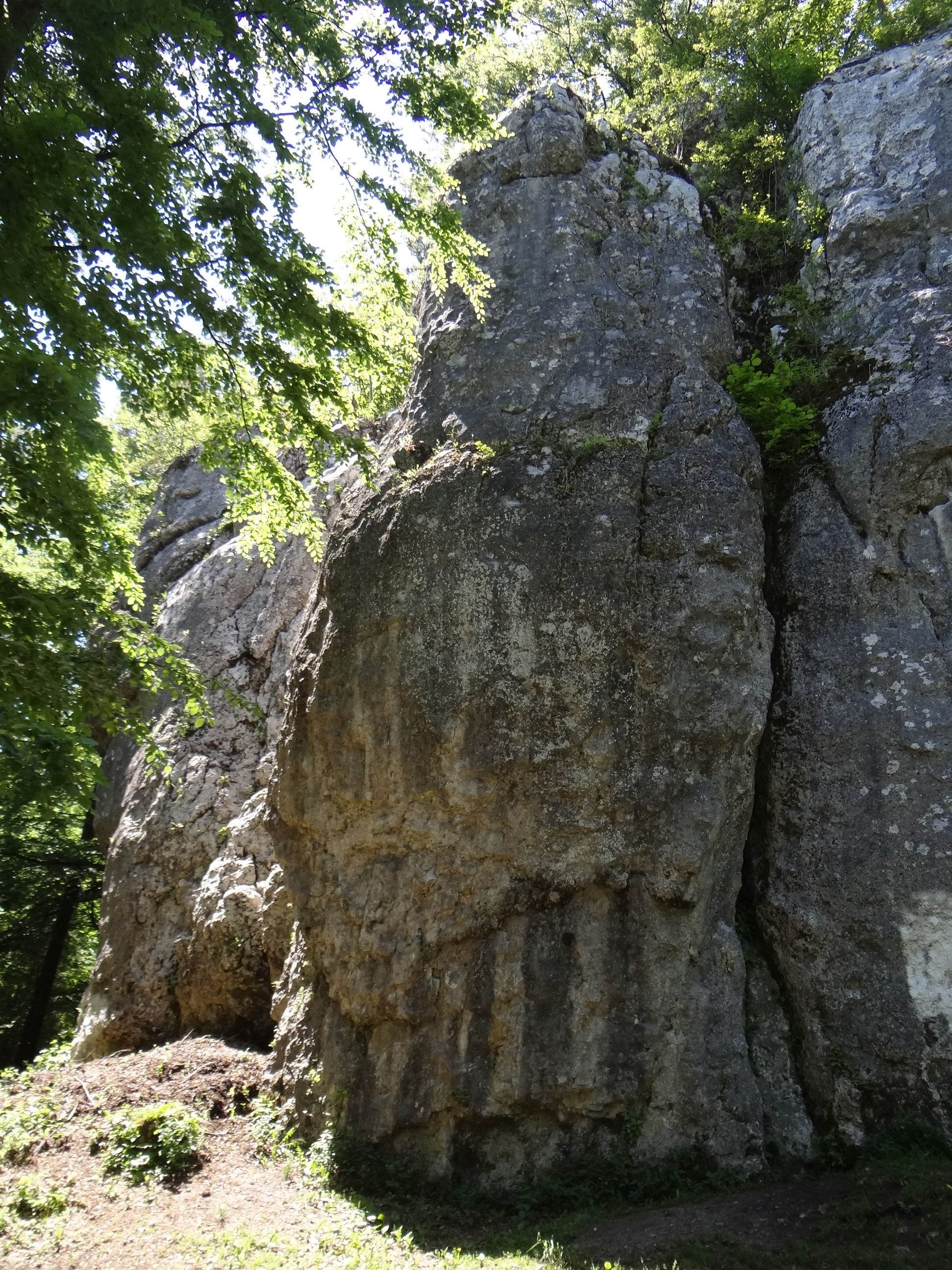
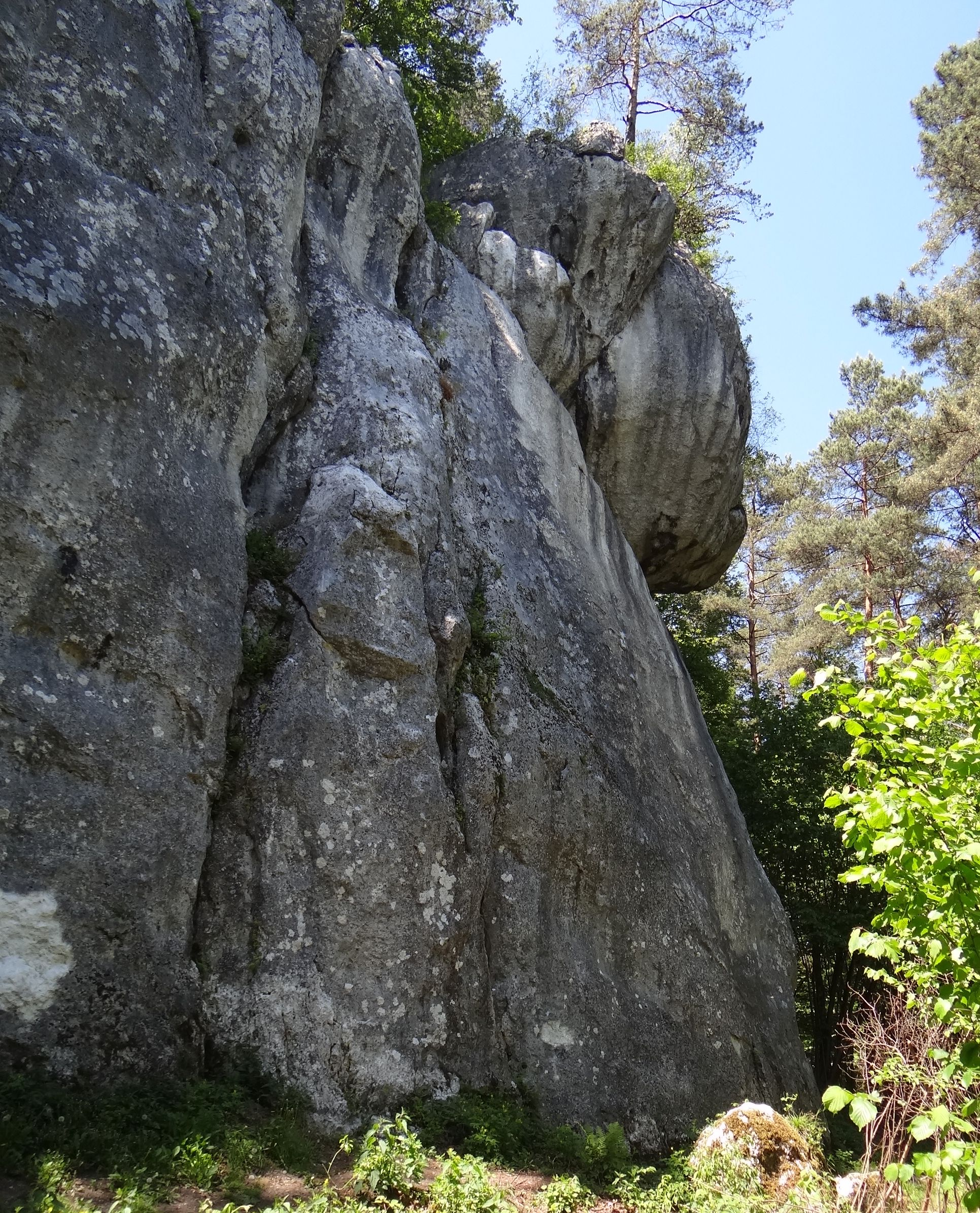

## Drogi wspinaczkowe
1. Wybranka Franka; 5r + st, VI.5, 15 m
2. Ganja gang 4r + 1s + st, VI.5, 19 m
3. Szybka selekcja; 4r + 1s + st, VI.6, 15 m
4. Bita Danka; 5r + st VI.5, 15 m
5. Bita wybranka Franka; 5r + 1s + st, 19 m
6. Pasibrzuchacz; 6r + st, VI.1+, 15 m
7. Cztery helikoptery; 6r + st, VI.5, 15 m
8. Darmozjad; 6r + st, VI.3, 15 m
9. Forum kynologiczne; 6r + st, V+, 15 m
10. Lodowi wojownicy; 6r + st, VI.1, 15 m
11. Witaj w Urdukasie; 6r + st, VI.1+, 15 m
12. Dorota ma kota; 6r + st, VI.2+, 15 m
13. Bal sztywniaków; 6r + st, VI.4, 15 m
14. Lewy komin; rz, V, 15 m
15. Prestiżowa nagroda; rz, VI+, 16 m
16. Prawy komin; IV, 15 m;
17. Pozłacane kalesony; 8r + st, VI.2, 16 m
18. Limes; 9r + st, VI.5, 16 m
19. Projekt (Alfa i Omega); 3r + st, 16 m
20. Omega; 9r + st, VI.4+, 18 m
21. Projekt; 7r + st, 16 m
22. Absolutny pion; 6r + st, V+, 16 m
23. Trawers poniżej pasa; 10r + st, VI.2+, 20 m[1].

Przy tej samej drodze w lesie znajdują się jeszcze dwie inne skały wspinaczkowe: Bazelowa i Industrialna.